# Aeroportul San Matías
Aeroportul San Matías (IATA: MQK, ICAO: SLTI) este un aeroport din Santa Cruz, Bolivia ce deservește zona San Matías⁠(d).
Situat la o altitudine de 124 m, aeroportul dispune de o singură pistă.